# كيم دولان
كيم دولان هي لاعبة كرلنغ كندية، ولدت في 12 أبريل 1958 في تشارلوت تاون في كندا.